# Альбурт, Лев Осипович
Лев О́сипович А́льбурт (род. 21 августа 1945, Оренбург) — советский и американский шахматист, гроссмейстер (1977), старший тренер ФИДЕ (2004). 
Трёхкратный чемпион Украинской ССР и США. 

## Биография
Выпускник физического факультет Одесского университета.
В 1976 году стал международным мастером, в 1977 году гроссмейстером. В 1979 году, находясь в составе советской команды на международном турнире в ФРГ, решил не возвращаться в СССР и попросил политическое убежище, затем переехал в США. Чемпион США по шахматам в 1984—1985 и 1990 годах.
Автор многих книг по шахматам. С 1991 года прекратил активно участвовать в турнирах, занялся тренерской работой. Альбурт — заслуженный тренер ФИДЕ (2004).
После того, как Альбурт стал «невозвращенцем», его имя было полностью вымарано из готовящейся к выходу книги «Киевский международный» (где он успешно сыграл в 1978 году) — впервые в истории шахмат была издана книга без таблицы результатов.

## Спортивные достижения
| Год  | Город     | Турнир              | + | −  | =  | Результат     | Место |
| ---- | --------- | ------------------- | - | -- | -- | ------------- | ----- |
| 1967 | Харьков   | 35-й чемпионат СССР | 6 | 3  | 4  | 8 из 13       | 18—26 |
| 1972 | Баку      | 40-й чемпионат СССР | 3 | 10 | 8  | 7 из 21       | 22    |
| 1974 | Ленинград | 42-й чемпионат СССР | 3 | 1  | 11 | 8½ из 15      | 5—7   |
| 1975 | Ереван    | 43-й чемпионат СССР | 1 | 4  | 10 | 6 из 15       | 12    |
| 1977 | Ленинград | 45-й чемпионат СССР | 0 | 5  | 10 | 5 из 15       | 16    |
| 1984 |           | Чемпионат США       |   |    |    | из            | 1     |
| 1985 |           | Чемпионат США       |   |    |    | из            | 1     |
|      | Таско     | межзональный турнир | 3 | 4  | 8  | 7 из 15       | 8     |
| 1987 | Суботица  | межзональный турнир | 2 | 6  | 7  | 5½ из 15      | 13    |
| 1990 |           | Чемпионат США       |   |    |    | нокаут-турнир | 1     |

## Изменения рейтинга
| Графики недоступны из-за технических проблем. См. информацию на Фабрикаторе и на mediawiki.org. |